# Leon Abbett

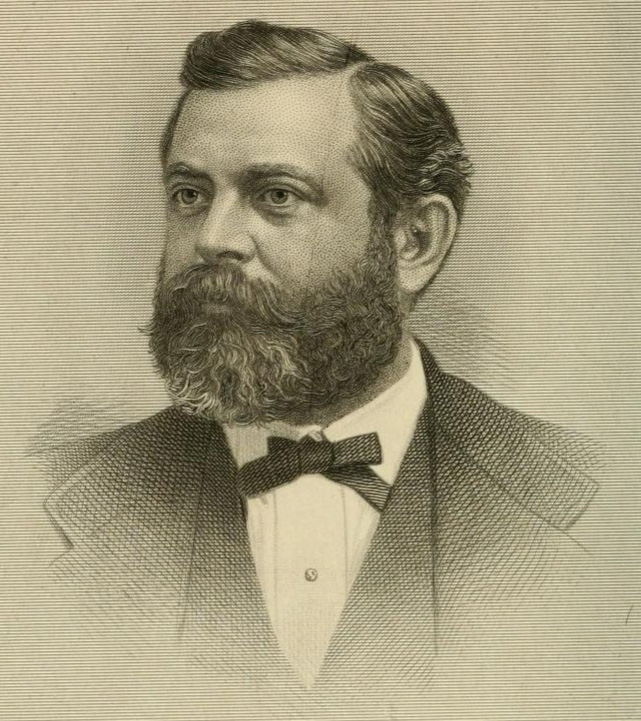
Leon Abbett

Leon Abbett (* 8. Oktober 1836 in Philadelphia, Pennsylvania; † 4. Dezember 1894 in Jersey City, New Jersey) war ein US-amerikanischer Politiker und von 1884 bis 1887 sowie zwischen 1890 und 1893 Gouverneur des Bundesstaates New Jersey.

## Frühe Jahre und politischer Aufstieg
Leon Abbett besuchte bis 1853 die Central High School. Nach einem anschließenden Jurastudium und seiner Zulassung als Rechtsanwalt wurde er ab 1862 in seinem neuen Heimatort Hoboken in diesem Beruf tätig. Politisch wurde er Mitglied der Demokratischen Partei. Zwischen 1864 und 1866 sowie von 1869 bis 1870 war er Abgeordneter in der New Jersey General Assembly und zeitweise Speaker dieser Kammer. In den Jahren 1872 und 1876 war er Delegierter auf den jeweiligen Bundesparteitagen seiner Partei. Von 1875 bis 1877 war er Mitglied des Staatssenats; im Jahr 1877 war er Präsident dieses Gremiums. Am 6. November 1883 wurde Leon Abbett als Kandidat seiner Partei gegen E. Burd Grubb, einen Veteranen des Bürgerkrieges, zum Gouverneur seines Staates gewählt.

## Gouverneur von New Jersey
Leon Abbett trat sein neues Amt am 15. Januar 1884 an. Nach Ablauf seiner dreijährigen Amtszeit wurde er von Robert Stockton Green abgelöst. Im November 1889 wurde Abbett aber erneut in das höchste Amt seines Staates gewählt. Somit konnte er zwischen 1884 und 1893, mit einer dreijährigen Unterbrechung, sechs Jahre als Gouverneur amtieren. In seiner Amtszeit wurden die Wahlgesetze geändert und die geheime Stimmabgabe eingeführt. Außerdem wurde damals der Landwirtschaftsausschuss des Staates New Jersey gegründet. Die parlamentarische Vertretung der einzelnen Bezirke des Staates wurde ebenfalls neu geregelt.
Nach dem Ende seiner Gouverneurszeit wurde Abbett Richter am New Jersey Supreme Court. Dieses Amt übte er von 1893 bis zu seinem Tod im Dezember 1894 aus.